# Historisch bewijs
Historisch bewijs is een televisieprogramma van de AVROTROS. In het programma wordt een team van experts van het Rijksmuseum gevolgd in hun zoektocht naar de authenticiteit van unieke objecten van historisch belang. In elke aflevering staat het onderzoek naar de echtheid van een historisch reliek centraal. Naar veel van deze relieken is nooit eerder goed onderzoek gedaan. Voor het eerst wordt natuurwetenschappelijk en materiaaltechnisch onderzoek gecombineerd met historisch archief- en bronnenonderzoek.

## Afleveringen

### Seizoen 1
| Afl. | Titel          | Uitzenddatum     | Kijkcijfers |
| ---- | -------------- | ---------------- | ----------- |
| 1    | Zwaard         | 5 februari 2020  | 479.000     |
| 2    | Verfzakjes     | 12 februari 2020 | 426.000     |
| 3    | Hoed           | 19 februari 2020 |             |
| 4    | Zilver         | 26 februari 2020 | 395.000     |
| 5    | Boekenkist     | 4 maart 2020     |             |
| 6    | Tong en vinger | 11 maart 2020    |             |

### Seizoen 2
| Afl. | Titel                      | Uitzenddatum      | Kijkcijfers |
| ---- | -------------------------- | ----------------- | ----------- |
| 7    | WillemsOrde van Van Speijk | 26 augustus 2022  |             |
| 8    | Maansteen                  | 2 september 2022  |             |
| 9    | Vlag Barentsz              | 16 september 2022 |             |
| 10   | Blinddoek Judith van Dorth | 23 september 2022 | 199.000     |
| 11   | Zwaard Grutte Pier         | 30 september 2022 | 226.000     |